# Conny Schouman

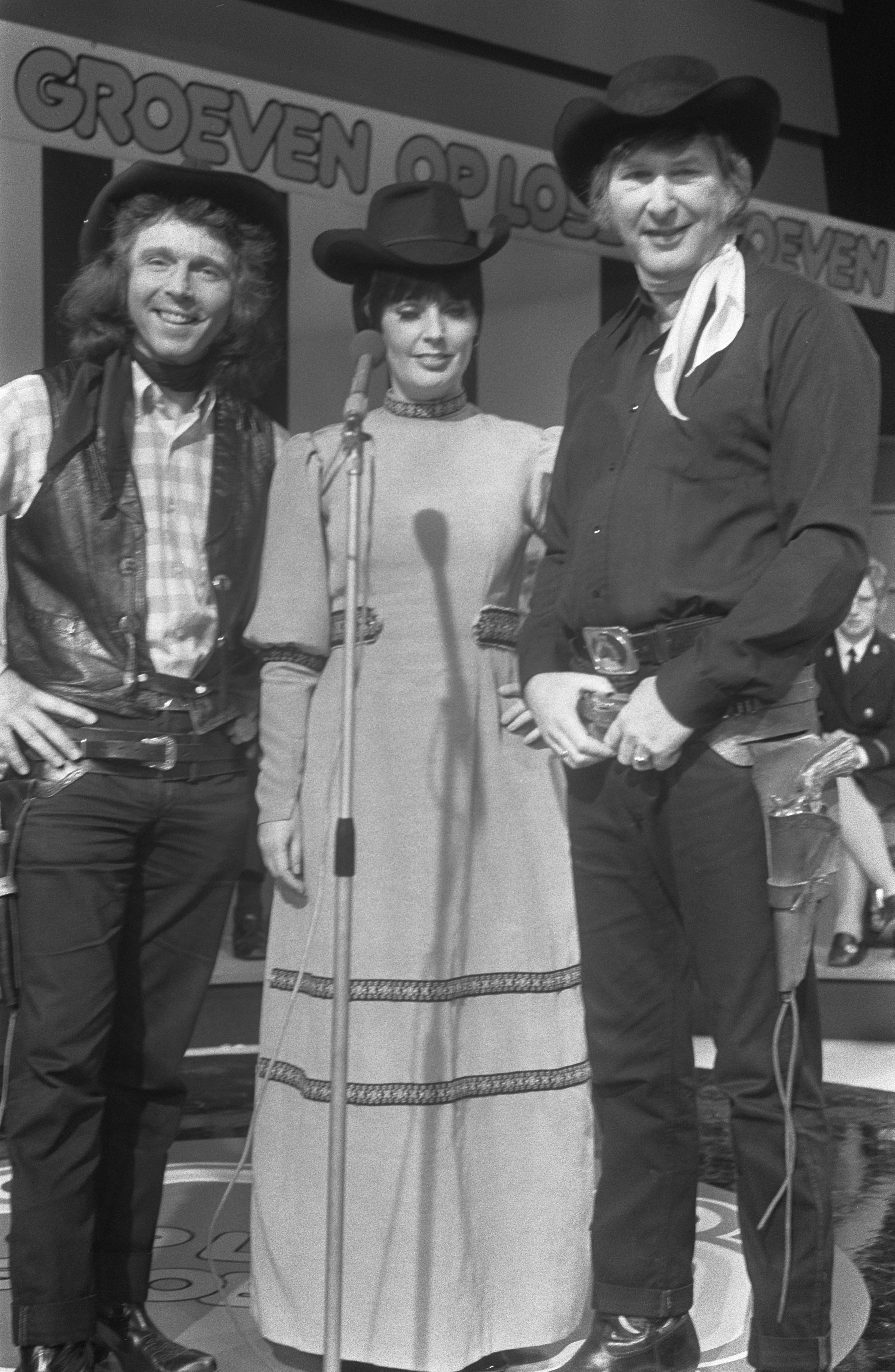
Conny Schoumann bei Aufnahmen für das Fernsehprogramm Op losse groeven mit De Chico’s (v.l.n.r: Frans Doolaard, Conny Schouwman, Simon Sint, 1974).

Cecilia „Conny“ Schouman (* 1939 in Den Haag) ist eine niederländische Sängerin, die als Conny Brand in den Niederlanden bekannt wurde.

## Geschichte
Schouman gewann mit 17 Jahren einen Gesangswettbewerb in Den Haag; sie trat zunächst in mehreren lokalen Jazzclubs auf. Entdeckt durch den Produzenten Johnny Hoes begann sie 1965 eine Karriere als Popsängerin. Seit 1967 gehörte sie zu dem niederländischen Country-Trio De Chico’s, mit dem bis 1973 fünf Langspielplatten entstanden.
Unter dem Pseudonym Angelique interpretierte sie 1982 den Song Een beetje geld voor een beetje liefde (auf Deutsch: Ein bisschen Geld für ein bisschen Liebe), eine Parodie des von Nicole 1982 während des Eurovision Song Contest vorgetragenen Beitrags Ein bißchen Frieden. Ihr Song konnte im gleichen Jahr für eine Woche Platz 1 in den niederländischen und Platz 20 in den belgischen Singlecharts belegen, obgleich die niederländischen Radiosender das nach ihrer Ansicht zu schlüpfrige Lied nach wenigen Tagen nicht mehr sendeten. Schoumann erhielt nur ein Studiohonorar von 400 Gulden.
Schouman leidet seit den 1980er Jahren an einem Augenleiden (Makuladegeneration), das zu einer weitgehenden Erblindung führte.

## Diskografie (Auswahl)
als Conny Brand
- 1965: Alle Dagen - Nachten / In Gesprek - Uit! (Polydor)
- 1984: Waar Ben Je...? (Utopia Music)
- 1985: Nu, Deze Nacht (Dureco)

als Angelique
- 1982: Een beetje geld voor een beetje liefde (Olala Records)